# Jorge Martín
Jorge Martín Almoguera (San Sebastián de los Reyes, Madrid, 29 de enero de 1998) es un piloto de motociclismo español. Ha sido campeón de la Red Bull Rookies Cup 2014 y del Campeonato Mundial de Motociclismo de Moto3 en 2018 con Gresini Racing. Desde 2021 compite en la «categoría reina» de MotoGP, resultando campeón del mundo en 2024 y subcampeón en 2023 con el equipo Prima Pramac Racing. Desde 2025 es piloto oficial de Aprilia reemplazando a Aleix Espargaró.
Es el primer piloto campeón con un equipo independiente en la era de MotoGP, así como el primer piloto madrileño en lograr la victoria y ser campeón del mundo de la categoría reina del motociclismo.

## Biografía
En 2015, Martín hizo su debut en el Campeonato del Mundo de Moto3 con el MAPFRE Team MAHINDRA Moto3 montando una Mahindra MGP3O junto a Francesco Bagnaia y Juanfran Guevara. Su mejor resultado fue un séptimo lugar en el Gran Premio de Aragón. Consiguió anotar 45 puntos en su temporada de novato.
Martín se mantuvo con el mismo equipo para el 2016. Esta temporada consiguió su primer podio en el mundial en el Gran Premio de la República Checa, donde terminó segundo detrás del británico John McPhee. Además en esta temporada se vio obligado a perderse el Gran Premio de los Países Bajos debido a tres fracturas distintas en su mano derecha ocurridas en el Gran Premio de Cataluña y el Gran Premio de San Marino debido a la fractura del quinto metatarsiano del pie derecho ocurrida en la clasifiacción del gran premio. Terminó la temporada en el decimosexto lugar con 72 puntos.
En 2017 se unió a las filas del Del Conca Gresini Moto3 al manillar de una Honda NSF250RW, una de las novedades más destacadas de la categoría. Su compañero de equipo fue el italiano Fabio Di Giannantonio. En su primera temporada en el equipo consiguió nueve podios: seis terceros puestos (Catar, Argentina, Cataluña, Austria, Gran Bretaña y Australia), dos segundos puestos (las Américas y Malasia) y una victoria, su primera victoria a nivel mundialista en el Gran Premio de la Comunidad Valenciana. Además consiguió nueve poles position (Catar, España, Francia, Italia, Cataluña, los Países Bajos, Aragón, Australia y la Comunidad Valenciana), con las nueve poles, Martín se hizo poseedor del récord de poles en una sola temporada, superó el anterior registro que compartían Álex Rins y Jack Miller de ocho poles position en una sola temporada. Esta temporada se vio obligado a perderse el Gran Premio de la República Checa en el Circuito de Brno debido a una lesión ocurrida en el Gran Premio de Alemania.
En la temporada 2018, su segunda temporada con el equipo, logra el ansiado título de Campeón del Mundo, con siete victorias y diez podios. Al mismo tiempo consigue batir el récord de pole positions en la categoría de Moto3 que él mismo ostentaba con 9, elevándolo hasta las once poles en una sola temporada. En 2019, cambió de equipo y de categoría, fichó por el equipo Red Bull KTM Ajo para disputar las temporadas 2019 y 2020 del Campeonato del Mundo de Moto2. En la primera mitad de la temporada sufrió debido a que la KTM RC12 no había sido bien desarrollada, su mejor resultado fue el noveno puesto en el Gran Premio de Alemania. En la segunda mitad de la temporada, KTM presentó una mejora en la KTM RC12 la cual le permitió a Martín mostrar su verdadero potencial, puntuó en nueve de los diez grandes premios disputados, en el Gran Premio de Japón, Martín consiguió su primer podio en la categoría, terminó tercero detrás de Luca Marini y Thomas Lüthi, además consiguió la vuelta rápida en carrera. En el gran premio siguiente en Australia, Martín consiguió su segundo y último podio de la temporada, terminó segundo detrás de su compañero Brad Binder dándole al Red Bull KTM Ajo un grandísimo 1-2. Terminó su primera temporada en Moto2 en la undécima posición con 94 puntos.
En 2020, fue acompañado en el equipo por el japonés Tetsuta Nagashima, la novedad esta temporada fue el cambio de chasis, ante la salida de KTM del Campeonato del Mundo de Moto2, el Red Bull KTM Ajo pasó a utilizar chasis Kalex.
En 2021 tras su debut en Moto GP con el equipo italiano Pramac Racing, se subió cuatro veces al podio.
El 8 de agosto de 2021 se convirtió en el primer madrileño y 12.º español que consigue una victoria en la categoría reina.
Tiene su residencia oficial en Andorra.
En la temporada 2023, terminó como subcampeón de la categoría reina. Logró 4 victorias en domingo y 9 victorias en carreras al Sprint a lo largo de la temporada, destacándose en circuitos como Alemania, San Marino, Japón y Tailandia. Acumuló 8 poles en domingo, 14 podios en carreras al Sprint y 428 puntos. luchó por el título hasta la última carrera del campeonato. En el Gran Premio de Valencia, Martín logró su novena victoria Sprint, pero en la carrera del domingo, Francesco Bagnaia se llevó el primer lugar, lo que le permitió asegurar el campeonato con una ventaja de 39 puntos. 

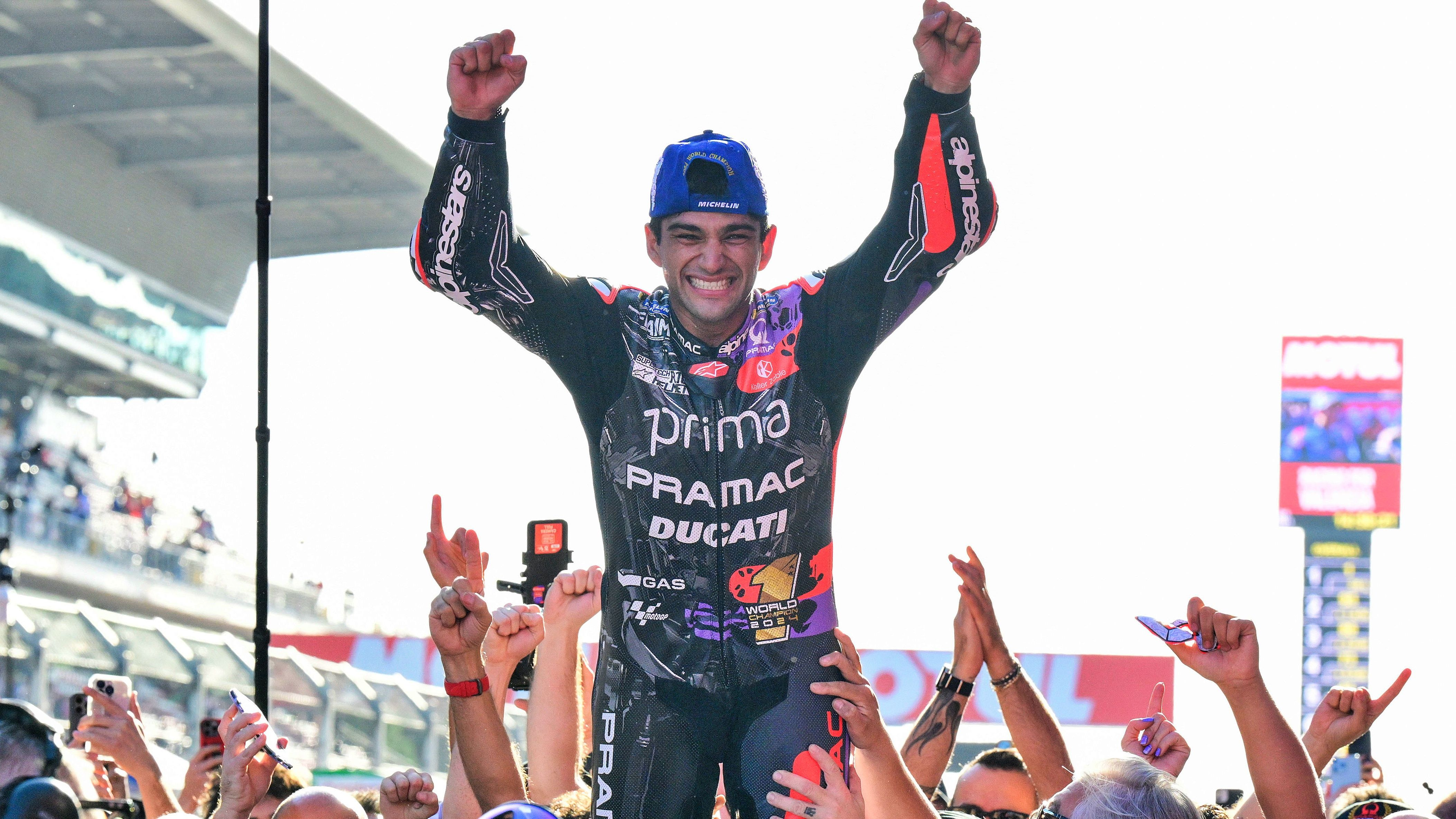
Jorge Martín - Campeón del mundo de MotoGP 2024

En la temporada 2024, Jorge logró una gran solidez y mejoría en todos sus aspectos durante todo el campeonato, lo que le conduciría a alcanzar el tan ansiado título de campeón del mundo de MotoGP, convirtiéndose en el quinto español en ganar un título de campeón del mundo de la categoría reina, por detrás de Álex Crivillé, Jorge Lorenzo, Marc Márquez y Joan Mir,  convirtiéndose en el primer madrileño en lograrlo. Cosechó 3 victorias en domingo en los circuitos de Portugal, Francia e Indonesia, y 7 victorias Sprint, acumulando 15 poles y un total de 508 puntos. También, es el primer piloto en ser campeón del mundo de la categoría reina con una moto satélite desde Valentino Rossi en 2001, consiguiéndolo con el equipo Pramac Racing.

## Resultados

### Red Bull MotoGP Rookies Cup

#### Carreras por año
| Temp. | 1       | 2      | 3      | 4     | 5     | 6      | 7      | 8       | 9       | 10      | 11     | 12      | 13    | 14    | 15     | Pos. | Pts. |
| ----- | ------- | ------ | ------ | ----- | ----- | ------ | ------ | ------- | ------- | ------- | ------ | ------- | ----- | ----- | ------ | ---- | ---- |
| 2012  | JER Ret | JER 12 | EST 12 | EST 6 | SIL 6 | SIL 11 | ASS 10 | ASS 6   | SAC 19  | SAC 8   | BRN 6  | BRN Ret | MIS   | ARA 7 | ARA 10 | 12.º | 82   |
| 2013  | COA 7   | COA 6  | JER 1  | JER 4 | ASS 2 | ASS 3  | SAC 1  | SAC Ret | BRN 3   | SIL Ret | SIL 12 | MIS 9   | ARA 7 | ARA 7 |        | 2.º  | 163  |
| 2014  | JER 2   | JER 3  | MUG 1  | ASS 2 | ASS 2 | SAC 12 | SAC 1  | BRN 1   | BRN Ret | SIL 1   | SIL 1  | MIS 5   | ARA 4 | ARA 1 |        | 1.º  | 254  |

### Campeonato del Mundo de Motociclismo
Sistema de puntuación de 1993 hasta 2022:
| Posición | 1.º | 2.º | 3.º | 4.º | 5.º | 6.º | 7.º | 8.º | 9.º | 10.º | 11.º | 12.º | 13.º | 14.º | 15.º |
| Puntos   | 25  | 20  | 16  | 13  | 11  | 10  | 9   | 8   | 7   | 6    | 5    | 4    | 3    | 2    | 1    |

Sistema de puntuación desde 2023 en adelante:
| Posición       | 1.º | 2.º | 3.º | 4.º | 5.º | 6.º | 7.º | 8.º | 9.º | 10.º | 11.º | 12.º | 13.º | 14.º | 15.º |
| Puntos         | 25  | 20  | 16  | 13  | 11  | 10  | 9   | 8   | 7   | 6    | 5    | 4    | 3    | 2    | 1    |
| Carrera sprint | 12  | 9   | 7   | 6   | 5   | 4   | 3   | 2   | 1   |      |      |      |      |      |      |

#### Por categoría
| Cat.   | Temp.         | 1.er Gran Premio | 1.er Podio      | 1.ª Victoria  | Carreras | Victorias | Podios | Poles | V.ráp. | Pts  | CM |
| ------ | ------------- | ---------------- | --------------- | ------------- | -------- | --------- | ------ | ----- | ------ | ---- | -- |
| Moto3  | 2015-18       | Catar 2015       | Rep. Checa 2016 | Valencia 2017 | 67       | 8         | 20     | 20    | 5      | 573  | 1  |
| Moto2  | 2019-20       | Catar 2019       | Japón 2019      | Austria 2020  | 32       | 2         | 8      | 1     | 3      | 254  | -  |
| MotoGP | 2021-         | Catar 2021       | Doha 2021       | Estiria 2021  | 66       | 8         | 26     | 19    | 5      | 990  | 1  |
| Total  | 2015–Presente | 2015–Presente    | 2015–Presente   | 2015–Presente | 165      | 18        | 54     | 40    | 13     | 1884 | 2  |

#### Por temporada
| Temp. | Cat.   | Moto     | Equipo                          | Carreras | Victorias | Podios | Poles | V.Ráp. | Pts. | Pos. |
| ----- | ------ | -------- | ------------------------------- | -------- | --------- | ------ | ----- | ------ | ---- | ---- |
| 2015  | Moto3  | Mahindra | MAPFRE Team MAHINDRA Moto3      | 18       | 0         | 0      | 0     | 0      | 45   | 17.º |
| 2016  | Moto3  | Mahindra | Pull & Bear Aspar Mahindra Team | 16       | 0         | 1      | 0     | 0      | 72   | 16.º |
| 2017  | Moto3  | Honda    | Del Conca Gresini Moto3         | 16       | 1         | 9      | 9     | 2      | 196  | 4.º  |
| 2018  | Moto3  | Honda    | Del Conca Gresini Moto3         | 17       | 7         | 10     | 11    | 3      | 260  | 1.º  |
| 2019  | Moto2  | KTM      | Red Bull KTM Ajo                | 19       | 0         | 2      | 0     | 1      | 94   | 11.º |
| 2020  | Moto2  | Kalex    | Red Bull KTM Ajo                | 13       | 2         | 6      | 1     | 2      | 160  | 5.º  |
| 2021  | MotoGP | Ducati   | Pramac Racing                   | 14       | 1         | 4      | 4     | 0      | 111  | 9.º  |
| 2022  | MotoGP | Ducati   | Prima Pramac Racing             | 20       | 0         | 4      | 5     | 2      | 152  | 9.º  |
| 2023  | MotoGP | Ducati   | Prima Pramac Racing             | 20       | 4         | 8      | 4     | 2      | 428  | 2.º  |
| 2024  | MotoGP | Ducati   | Prima Pramac Racing             | 20       | 3         | 16     | 7     | 3      | 508  | 1.º  |
| 2025  | MotoGP | Aprilia  | Aprilia Racing                  |          |           |        |       |        | *    | *    |
| Total | Total  | Total    | Total                           | 165      | 18        | 54     | 40    | 13     | 1884 |      |

- * Temporada en curso.

#### Carreras por año
| Año  | Cat.   | Moto     | 1        | 2       | 3        | 4         | 5       | 6       | 7        | 8       | 9        | 10      | 11      | 12      | 13        | 14      | 15       | 16      | 17      | 18      | 19      | 20       | 21  | 22  | Pos. | Pts. |
| ---- | ------ | -------- | -------- | ------- | -------- | --------- | ------- | ------- | -------- | ------- | -------- | ------- | ------- | ------- | --------- | ------- | -------- | ------- | ------- | ------- | ------- | -------- | --- | --- | ---- | ---- |
| 2015 | Moto3  | Mahindra | QAT 15   | AME Ret | ARG 22   | SPA 14    | FRA Ret | ITA 17  | CAT 11   | NED 18  | GER 12   | IND 10  | CZE 11  | GBR Ret | RSM 15    | ARA 7   | JPN 11   | AUS 15  | MAL 12  | VAL 14  |         |          |     |     | 17.º | 45   |
| 2016 | Moto3  | Mahindra | QAT Ret  | ARG 8   | AME Ret  | SPA Ret   | FRA 18  | ITA 14  | CAT Ret  | NED DNS | GER Ret  | AUT 6   | CZE 2   | GBR 10  | RSM DNS   | ARA 6   | JPN Ret  | AUS 6   | MAL Ret | VAL 10  |         |          |     |     | 16.º | 72   |
| 2017 | Moto3  | Honda    | QAT 3    | ARG 3   | AME 2    | SPA 9     | FRA Ret | ITA 15  | CAT 3    | NED 4   | GER DNS  | CZE DNS | AUT 3   | GBR 3   | RSM Ret   | ARA 4   | JPN 15   | AUS 3   | MAL 2   | VAL 1   |         |          |     |     | 4.º  | 196  |
| 2018 | Moto3  | Honda    | QAT 1    | ARG 11  | AME 1    | SPA Ret   | FRA Ret | ITA 1   | CAT Ret  | NED 1   | GER 1    | CZE DNS | AUT 3   | GBR C   | RSM 2     | ARA 1   | THA 4    | JPN Ret | AUS 5   | MAL 1   | VAL 2   |          |     |     | 1.º  | 260  |
| 2019 | Moto2  | KTM      | QAT 15   | ARG Ret | AME 15   | SPA Ret   | FRA 20  | ITA 16  | CAT 15   | NED Ret | GER 9    | CZE 13  | AUT 7   | GBR 12  | RSM 12    | ARA 9   | THA 6    | JPN 3   | AUS 2   | MAL Ret | VAL 5   |          |     |     | 11.º | 94   |
| 2020 | Moto2  | Kalex    | QAT 20   | SPA 3   | AND 6    | CZE 8     | AUT 1   | EST 2   | RSM      | ERM     | CAT Ret  | FRA Ret | ARA 3   | TER 6   | EUR 2     | VAL 1   | POR 6    |         |         |         |         |          |     |     | 5.º  | 160  |
| 2021 | MotoGP | Ducati   | QAT 15   | DOH 3   | POR WD   | SPA INJ   | FRA INJ | ITA INJ | CAT 14   | GER 12  | NED Ret  | EST 1   | AUT 3   | GBR Ret | ARA 9     | RSM Ret | AME 5    | ERM Ret | ALG 7   | VAL 2   |         |          |     |     | 9.º  | 111  |
| 2022 | MotoGP | Ducati   | QAT Ret  | INA Ret | ARG 2    | AME 8     | POR Ret | SPA 22  | FRA Ret  | ITA 13  | CAT 2    | GER 6   | NED 7   | GBR 5   | AUT 10    | RSM 9   | ARA 6    | JPN 3   | THA 9   | AUS 7   | MAL Ret | VAL 3    |     |     | 9.º  | 152  |
| 2023 | MotoGP | Ducati   | POR Ret2 | ARG 58  | AME Ret3 | SPA 4     | FRA 21  | ITA 23  | GER 1    | NED 56  | GBR 6    | AUT 73  | CAT 35  | RSM 1   | IND 21    | JPN 1   | INA Ret1 | AUS 5C  | THA 1   | MAL 42  | QAT 101 | VAL Ret1 |     |     | 2.º  | 428  |
| 2024 | MotoGP | Ducati   | QAT 31   | POR 13  | AME 43   | SPA Ret1  | FRA 1   | CAT 24  | ITA 3Ret | NED 2   | GER Ret1 | GBR 2   | AUT 2   | ARA 2   | RSM 151   | ERM 2   | INA 110  | JPN 24  | AUS 21  | THA 2   | MAL 21  | SLD 3    |     |     | 1.º  | 508  |
| 2025 | MotoGP | Aprilia  | THA INJ  | ARG INJ | AME INJ  | QAT Ret16 | SPA INJ | FRA INJ | GBR INJ  | ARA INJ | ITA INJ  | NED INJ | GER INJ | CZE 711 | AUT Ret10 | HUN     | CAT      | RSM     | JPN     | INA     | AUS     | MAL      | POR | VAL | 21.º | 9    |

| Color     | Resultado                                                               |
| --------- | ----------------------------------------------------------------------- |
| Oro       | Ganador                                                                 |
| Plata     | 2.ª plaza                                                               |
| Bronce    | 3.ª plaza                                                               |
| Verde     | Finalizó en los puntos                                                  |
| Azul      | Finalizó sin puntos                                                     |
| Azul      | NC - No clasificado                                                     |
| Violeta   | Ret - No terminó (Carrera)                                              |
| Rojo      | DNQ - No se clasificó                                                   |
| Negro     | DSQ - Descalificado                                                     |
| Blanco    | DNS - No empezó (carrera)                                               |
| Blanco    | WD - Retirado (fin de semana)                                           |
| Blanco    | C - Carrera cancelada                                                   |
| Sin color | DNP - Inscrito pero no participó                                        |
| Sin color | INJ - Lesionado                                                         |
| Sin color | EX - Excluido                                                           |
| Estado    | Resultado                                                               |
| Negrita   | Pole position                                                           |
| Cursiva   | Vuelta rápida                                                           |
| x         | Posición en carrera sprint                                              |
| †         | Abandona, pero clasifica al completar el porcentaje requerido para ello |

## Títulos
| Predecesor: Francesco Bagnaia | Campeón Mundial de MotoGP 2024                 | Sucesor: Actual campeón      |
| Predecesor: Joan Mir          | Campeón Mundial de Moto3 2018                  | Sucesor: Lorenzo Dalla Porta |
| Predecesor: Karel Hanika      | Ganador de la Red Bull MotoGP Rookies Cup 2014 | Sucesor: Bo Bendsneyder      |